# Djurgårdens IF Fotboll 1991
Djurgårdens IF fotboll, säsongen 1991. Deltog i följande mästerskap: Allsvenskan, Svenska cupen och Intertotocupen.
Djurgården kom femma i Allsvenskan och tog sig därmed till Mästerskapsserien, där laget slutade på femte plats av de sex lagen. Under hösten 1991 invigdes nya träningsplanerna på Kaknäs IP.

## Truppen

### Ledare
| Nat     | Tränare           | Position                       | Ålder                    | I DIF sedan | Kom från       |
| ------- | ----------------- | ------------------------------ | ------------------------ | ----------- | -------------- |
| Sverige | Lennart Wass      | Huvudtränare                   | 1 april 1953 (38 år)     | 1990        | Visby IF Gute  |
| Sverige | Tommy Forsgren    | Assisterande tränare/lagledare | 24 februari 1956 (35 år) | 1990        |                |
| Sverige | Kjell Lundqvist   | Ledare B-laget                 | 12 oktober 1943 (47 år)  | 1977        | Sundbybergs IK |
| Sverige | Torbjörn Waax     | Materialförvaltare             |                          | 1986        |                |
| Sverige | Gunnar Henriksson | Massör                         |                          |             |                |
| Sverige | Magnus Forssblad  | Läkare                         | 10 maj 1954 (36 år)      | 1990        | Pröpa SK       |

### Spelare
| Nat     | Spelare           | Position    | Född       | I DIF sedan | Kom från             | Moderklubb        |
| ------- | ----------------- | ----------- | ---------- | ----------- | -------------------- | ----------------- |
| Sverige | Anders Almgren    | Målvakt     | 1968-12-27 | 1978        | Djurgårdens juniorer | Djurgårdens IF    |
| Sverige | Kjell Frisk       | Målvakt     | 1964-04-27 | 1990        | Åtvidabergs FF       | Åtvidabergs FF    |
| Sverige | Jonas Granath     | Back        | 1969-05-01 | 1991        | Ulvåkers IF          | Ulvåkers IF       |
| Sverige | Mikael Nilsson    | Back        | 1967-06-16 | 1991        | Tyresö FF            | Tyresö FF         |
| Sverige | Jan Andersson     | Back        | 1965-05-07 | 1990        | IFK Västerås         | Västerås SK       |
| Sverige | Stephan Kullberg  | Back        | 1959-01-10 | 1986        | IFK Göteborg         | Mönsterås GoIF    |
| Sverige | Leif Nilsson      | Back        | 1963-07-10 | 1984        | Hudiksvalls ABK      | Hudiksvalls ABK   |
| Sverige | Glenn Schiller    | Back        | 1960-03-28 | 1986        | IFK Göteborg         | IFK Göteborg      |
| Sverige | Ken Burwall       | Mittfältare | 1966-03-27 | 1990        | Kalmar AIK           | Malå IF           |
| Sverige | Jens Fjellström   | Mittfältare | 1966-10-27 | 1988        | Gimonäs CK           | Gimonäs CK        |
| Sverige | Patrik Hagman     | Mittfältare | 1966-06-15 | 1989        | Spånga IS            | Spånga IS         |
| Sverige | Thomas Lundmark   | Mittfältare | 1963-06-28 | 1990        | IFK Eskilstuna       | Spårvägens GoIF   |
| Sverige | Patrick Luxemburg | Mittfältare | 1972-07-17 | 1990        | Djurgårdens juniorer | Djurgårdens IF    |
| Sverige | Krister Nordin    | Mittfältare | 1968-02-25 | 1990        | Djurgårdens juniorer | Råsunda IS        |
| Sverige | Leif Strandh      | Mittfältare | 1967-04-14 | 1991        | Hammarby IF FF       | IFK Stockholm     |
| Sverige | Mikael Martinsson | Anfallare   | 1966-03-29 | 1989        | Vasalunds IF         | Vasalunds IF      |
| Sverige | Peter Skoog       | Anfallare   | 1965-02-11 | 1986        | Sundbybergs IK       | Skå IK            |
| Sverige | Anders Nilsson    | Anfallare   | 1969-05-28 | 1989        | Films SK             | Films SK          |
| Sverige | Per Ferm          | Anfallare   | 1967-02-11 | 1991        | IF Brommapojkarna    | IF Brommapojkarna |

## Allsvenskan
Huvudartikel: Allsvenskan 1991
Allsvenskan bestod av 10 lag med en grundserie på 18 omgångar, de sex bästa lagen gick vidare till Mästerskapsserien dit man tog med sig hälften av sina inspelade poäng.
| Omgång | Datum             | Motståndare    | H/B | Resultat | Målskyttar                                        | Domare          | Publik | Arena              | Position |
| ------ | ----------------- | -------------- | --- | -------- | ------------------------------------------------- | --------------- | ------ | ------------------ | -------- |
| 1      | Söndag 7 april    | IFK Norrköping | H   | 0-3      |                                                   | Håkan Lundgren  | 3 618  | Råsunda            | 10       |
| 2      | Måndag 14 april   | GIF Sundsvall  | B   | 1-2      | Nordin 14' (straff)                               |                 | 3 822  | Idrottsparken      | 10       |
| 3      | Söndag 21 april   | Östers IF      | B   | 1-1      | Burvall 10'                                       |                 | 2 269  | Värendsvallen      | 10       |
| 4      | Onsdag 24 april   | IFK Göteborg   | H   | 1-2      | Nordin 5'                                         | Leif Sundell    | 2 584  | Råsunda            | 10       |
| 5      | Söndag 28 april   | Malmö FF       | B   | 1-1      | Fjellström 11'                                    |                 | 2 233  | Malmö Stadion      | 10       |
| 6      | Söndag 5 maj      | Halmstads BK   | H   | 1-1      | Martinsson 26'                                    | Bo Karlsson     | 1 807  | Råsunda            | 10       |
| 7      | Söndag 12 maj     | Örebro SK      | B   | 1-1      | Fjellström 37'                                    |                 | 7 007  | Eyravallen         | 9        |
| 8      | Torsdag 16 maj    | AIK FF         | H   | 2-1      | Lundmark (2) 6', 32'                              | Bo Helén        | 10 384 | Råsunda            | 6        |
| 9      | Måndag 20 maj     | Gais           | H   | 4-2      | Martinsson (2) 3', 40', Självmål 11', Burwall 88' | Sten Johanzon   | 2 166  | Råsunda            | 7        |
| 10     | Torsdag 23 maj    | Halmstads BK   | B   | 0-3      |                                                   |                 | 2 742  | Örjans Vall        | 7        |
| 11     | Söndag 26 maj     | Malmö FF       | H   | 1-1      | Martinsson 29'                                    |                 | 2 316  | Råsunda            | 7        |
| 12     | Torsdag 30 maj    | AIK FF         | B   | 0-0      |                                                   | Rune Larsson    | 24 049 | Råsunda            | 6        |
| 13     | Söndag 2 juni     | Örebro SK      | H   | 4-1      | Ferm (2) 40', 82', Andersson 33', Nordin 45'      | Kire Klenkovski | 2 552  | Råsunda            | 5        |
| 14     | Söndag 9 juni     | Gais           | B   | 1-1      | Burwall 73'                                       |                 | 2 797  | Gamla Ullevi       | 6        |
| 15     | Söndag 21 juli    | IFK Göteborg   | B   | 1-2      | Nordin 63'                                        |                 | 3 801  | Gamla Ullevi       | 7        |
| 16     | Onsdag 24 juli    | Östers IF      | H   | 4-2      | Skoog (2) 63', 77', Kullberg 22', Martinsson      |                 | 2 658  | Råsunda            | 6        |
| 17     | Måndag 5 augusti  | GIF Sundsvall  | H   | 3-1      | Fjellström 6', Skoog 36', Nordin 75'              | Germund Nilsson | 7 358  | Stockholms Stadion | 5        |
| 18     | Söndag 11 augusti | IFK Norrköping | B   | 1-0      | Nordin 50'                                        |                 | 6 874  | Idrottsparken      | 5        |

### Mästerskapsserien
| Omgång | Datum                | Motståndare    | H/B | Resultat | Målskyttar                                    | Domare            | Publik | Arena              | Position |
| ------ | -------------------- | -------------- | --- | -------- | --------------------------------------------- | ----------------- | ------ | ------------------ | -------- |
| 1      | Söndag 25 augusti    | IFK Göteborg   | B   | 3-2      | Andersson 17', Martinsson 18', Fjellström 20' |                   | 4 166  | Gamla Ullevi       | 4        |
| 2      | Söndag 1 september   | IFK Norrköping | H   | 2-2      | Fjellström 3', Kullberg 83' (straff)          | Bo Karlsson       | 5 053  | Stockholms Stadion | 5        |
| 3      | Lördag 7 september   | Örebro SK      | H   | 2-0      | Fjellström 72', Ferm 73'                      | Kire Klenkovski   | 1 702  | Stockholms Stadion | 1        |
| 4      | Söndag 15 september  | Malmö FF       | B   | 1-1      | Fjellström 39'                                |                   | 3 308  | Malmö Stadion      | 2        |
| 5      | Torsdag 19 september | AIK FF         | B   | 0-3      |                                               | Anders Frisk      | 14 672 | Råsunda            | 3        |
| 6      | Måndag 30 september  | AIK FF         | H   | 4-1      | Martinsson (3) 36', 46', 72', Lundmark 30'    | Lennart Sundqvist | 9 844  | Råsunda            | 2        |
| 7      | Söndag 6 oktober     | IFK Norrköping | B   | 3-3      | Skoog 59', Andersson 79', Fjellström 80'      |                   | 3 158  | Idrottsparken      | 3        |
| 8      | Söndag 13 oktober    | IFK Göteborg   | H   | 1-2      | Lundmark 87'                                  | Sten Johanzon     | 7 297  | Stockholms Stadion | 4        |
| 9      | Lördag 19 oktober    | Malmö FF       | H   | 0-0      |                                               |                   | 2 289  | Stockholms Stadion | 4        |
| 10     | Söndag 27 oktober    | Örebro SK      | B   | 0-1      |                                               |                   | 3 309  | Eyravallen         | 5        |

## Intertotocupen
| Datum          | Motståndare     | H/B | Resultat | Målskyttar                    | Varningar          | Domare      | Arena                  | Publik |
| -------------- | --------------- | --- | -------- | ----------------------------- | ------------------ | ----------- | ---------------------- | ------ |
| Lördag 29 juni | FK Austria Wien | B   | 0-1      |                               | Strandh 66' (rött) | Gerhard Pum | Wüsterstrom Arena Ybbs | 1 800  |
| Onsdag 3 juli  | RH Cheb         | H   | 0-0      |                               |                    |             | Stockholms Stadion     |        |
| Lördag 6 juli  | B 1903          | H   | 1-2      | Nilsson 86'                   |                    |             | Stockholms Stadion     |        |
| Onsdag 10 juli | RH Cheb         | B   | 0-1      |                               |                    |             | Stadion Lokomotiva     |        |
| Lördag 13 juli | B 1903          | B   | 3-2      | Fjellström, Strandh, Kullberg |                    |             | Gentofte Sportspark    |        |
| Onsdag 17 juli | FK Austria Wien | H   | 1-2      | Nord 86'                      |                    |             | Stockholms Stadion     | 1 000  |

### Tabell
| Pl | Lag             | Ma | V | O | F | Mål  | +/- | P  |
| -- | --------------- | -- | - | - | - | ---- | --- | -- |
| 1  | B 1903          | 6  | 5 | 0 | 1 | 13-5 | +8  | 10 |
| 2  | FK Austria Wien | 6  | 4 | 0 | 2 | 9-6  | +3  | 8  |
| 3  | Djurgårdens IF  | 6  | 1 | 1 | 4 | 5-8  | -3  | 3  |
| 4  | RH Cheb         | 6  | 1 | 1 | 4 | 2-10 | -8  | 3  |

B 1903 Köpenhamn gick samman med lokalkonkurrenten KB och bildade FC Köpenhamn den 1 juli 1992.
källa

## Svenska cupen
| Omgång         | Datum   | Motståndare     | H/B | Resultat       | Målskyttar | Publik | Arena/Ort |
| -------------- | ------- | --------------- | --- | -------------- | ---------- | ------ | --------- |
| Omgång 3       | 23 juni | Mjölby AI       | B   | 2-2, 8-7 e str |            | 990    | Mjölby    |
| Omgång 4       | 28 juli | Helsingborgs IF | B   | 3-0            |            | 3 907  | Olympia   |
| Åttondelsfinal | 31 juli | IFK Göteborg    | B   | 0-2            |            | 1 501  | Ullevi    |

## Träningsmatcher

### Hallsvenskan
| Datum             | Motståndare  | H/B | Resultat | Målskyttar | Publik | Arena/Ort |
| ----------------- | ------------ | --- | -------- | ---------- | ------ | --------- |
| Fredag 18 januari | AIK          | H   | 2-1      |            |        |           |
| Tisdag 29 januari | Hammarby IF  | H   | 1-1      | Lundmark   | 50     |           |
| Okänt             | Sundsvall    | ?   | 4-1      |            |        |           |
| Okänt             | Degerfors IF | ?   | 2-0      |            |        |           |
| Okänt             | Östers IF    | ?   | 0-1      |            |        |           |

| Datum      | Motståndare       | H/B | Resultat | Målskyttar          | Publik | Arena/Ort |
| ---------- | ----------------- | --- | -------- | ------------------- | ------ | --------- |
| Okänt      | Vasalunds IF      | ?   | 2-0      |                     |        |           |
| Okänt      | IF Brommapojkarna | ?   | 3-4      |                     |        |           |
| Okänt      | AIK FF            | ?   | 1-1      |                     |        |           |
| Okänt      | Hammarby IF       | ?   | 6-1      |                     |        |           |
| Okänt      | Örebro SK         | ?   | 1-1      |                     |        |           |
| Okänt      | BK Astrio         | ?   | 2-1      |                     |        |           |
| 20 mars    | Brønshøj BK       | B   | 2-0      | Skoog, Strandh      |        |           |
| 30 mars    | TPS Åbo           | H   | 1-0      | Kullberg 65'        |        |           |
| Okänt      | BK Forward        | ?   | 0-2      |                     |        |           |
| 20 augusti | AIK FF            | H   | 0-0      |                     |        | Råsunda   |
| 20 augusti | Juventus FC       | H   | 1-0      | Nordin 16' (straff) |        | Råsunda   |

## Statistik

### Allsvenskan + Mästerskapsserien
| Spelare           | Matcher | Mål |
| ----------------- | ------- | --- |
| Mikael Martinsson | 28      | 9   |
| Jens Fjellström   | 28      | 8   |
| Krister Nordin    | 25      | 6   |
| Peter Skoog       | 21      | 4   |
| Thomas Lundmark   | 28      | 4   |
| Jan Andersson     | 15      | 3   |
| Per Ferm          | 20      | 3   |
| Ken Burvall       | 26      | 3   |
| Stephan Kullberg  | 27      | 2   |
| Självmål          |         | 1   |
| Leif Nilsson      | 24      | 0   |
| Glenn Schiller    | 24      | 0   |
| Anders Almgren    | 19      | 0   |
| Mikael Nilsson    | 18      | 0   |
| Leif Strandh      | 14      | 0   |
| Jonas Granath     | 13      | 0   |
| Kjell Frisk       | 9       | 0   |
| Patrik Hagman     | 7       | 0   |
| Anders Nilsson    | 1       | 0   |
| Patrick Luxemburg | 0       | 0   |
| Martin Nilsson    | 0       | 0   |

## Övergångar

### Spelare in

#### Efter Allsvenskan 1990 och inför/under säsongen 1991
| Namn           | Från              | Position    |
| -------------- | ----------------- | ----------- |
| Jonas Granath  | Ulvåkers IF       | Back        |
| Per Ferm       | IF Brommapojkarna | Anfallare   |
| Mikael Nilsson | Tyresö FF         | Back        |
| Leif Strandh   | Hammarby IF FF    | Mittfältare |

### Spelare ut

#### Efter Allsvenskan 1990 och inför/under säsongen 1991
| Namn              | Till             | Position    |
| ----------------- | ---------------- | ----------- |
| Niklas Karlström  | Gais             | Back        |
| Kefa Olsson       | Södertälje FF    | Mittfältare |
| Patrik Eklöf      | Spårvägens FF    | Mittfältare |
| Peter Mörk        | Vasalunds IF     | Mittfältare |
| Jonas Claesson    | Spånga IS        | Back        |
| Kenneth Bergqvist | Spånga IS        | Back        |
| Lars Lundborg     | Ej nytt kontrakt | Back        |